# Berg-am-Laim-Straße
Die Berg-am-Laim-Straße ist eine Innerorts- und Ein- und Ausfallstraße in München. Ein kurzes Teilstück westlich der Bahnunterführung befindet sich im Stadtbezirk Au-Haidhausen (Nr. 5), der überwiegende Teil gehört zum Stadtbezirk Berg am Laim (Nr. 14).

## Verlauf
Die Straße beginnt in Fortsetzung der Kirchenstraße am Haidenauplatz, an dem die Orleansstraße und die Grillparzerstraße mit ihr zusammentreffen. Sie unterquert die Gleiskörper des Ostbahnhofs, zu denen parallel auf der Ostseite die Friedenstraße abzweigt, kreuzt den Mittleren Ring (Leuchtenbergring/Innsbrucker Ring), der in Tieflage durchgeführt wird, aber durch Rampen angeschlossen ist, und führt über die Kreuzung mit der Schlüsselberg- und Weihenstephaner Straße am Nordende des Echardinger Grünstreifens vorbei bis zu ihrem Ende an der Kreuzung mit der Baumkirchner Straße, an dem sie in die Kreillerstraße übergeht.

## Öffentlicher Verkehr
Auf der Straße verkehrt die Straßenbahn (Linie 21) der Münchner Verkehrsgesellschaft (MVG) auf einem eigenen Gleisbett in der Straßenmitte.

## Namensgeber
Es waren ursprünglich zwei Straßen, die 1913 zu einer zusammengefasst wurden: der kürzere Teil im Ortsteil Haidhausen der Stadt München, der längere Teil auf dem Gebiet der noch eigenständigen Gemeinde Berg am Laim. Der Teil in Haidhausen hieß zunächst Bergerstraße und wurde 1873 in Berg-am-Laim-Straße umbenannt. Nach der Eingemeindung von Berg am Laim nach München 1913 wurden beide Teile zu einer Straße mit dem Namen Berg-am-Laim-Straße zusammengefasst.

## Charakteristik

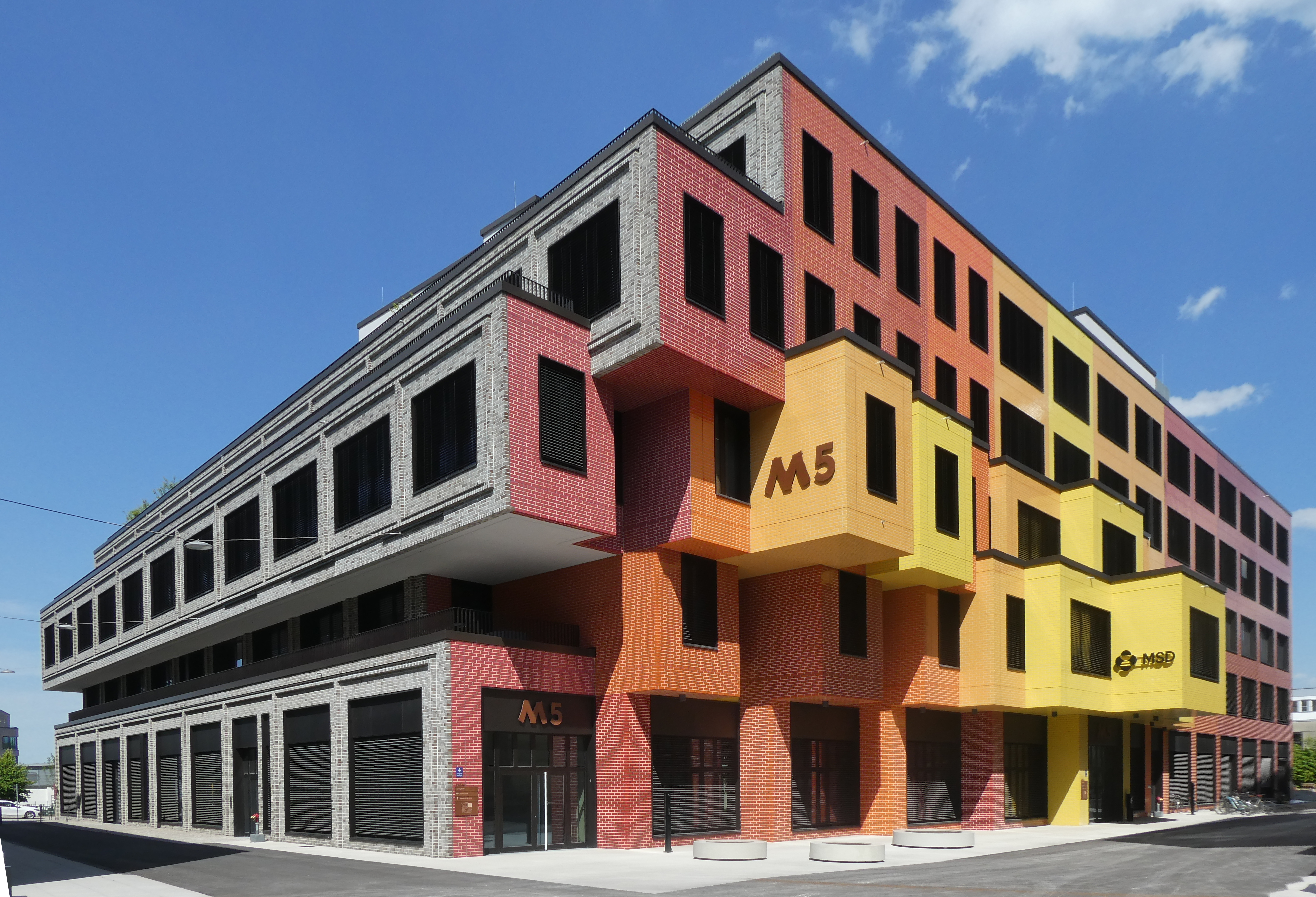
Die Macherei, Gebäude M5

Die mit getrennten Richtungsfahrbahnen und einem eigenen Gleisbett für die Straßenbahn in der Straßenmitte ausgebaute Straße ist ein Teilstück der Bundesstraße 304, die weiter über Wasserburg am Inn in Richtung Salzburg führt. Das Neubaugebiet Die Macherei in der Berg-am-Laim-Straße/Weihenstephaner Straße ist ein Geschäfts- und Wohnkomplex aus sechs Gebäuden und belegt etwa 7,5 ha.(nach wikimedia commons)

## Denkmalgeschützte Bauwerke

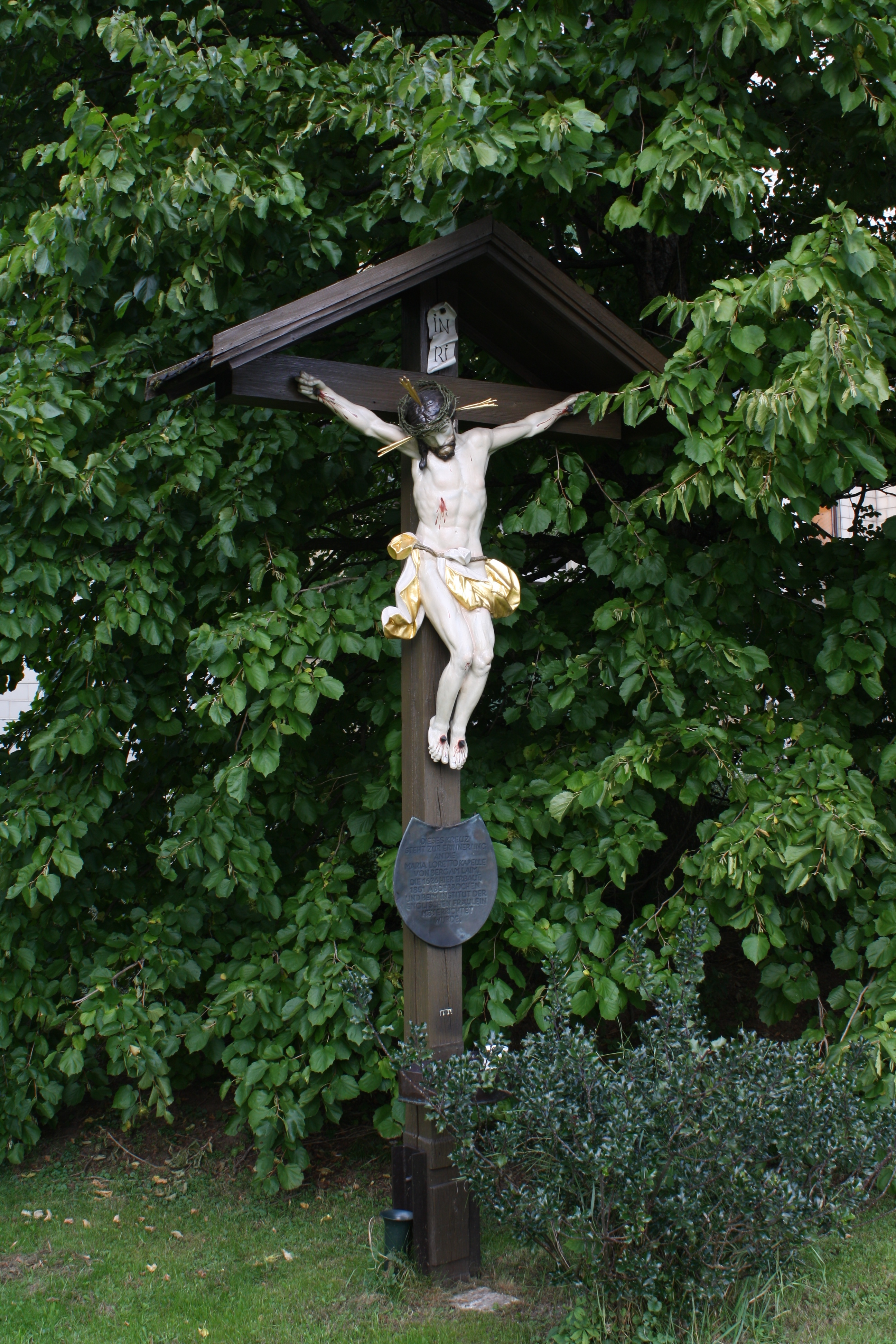
Wegkreuz

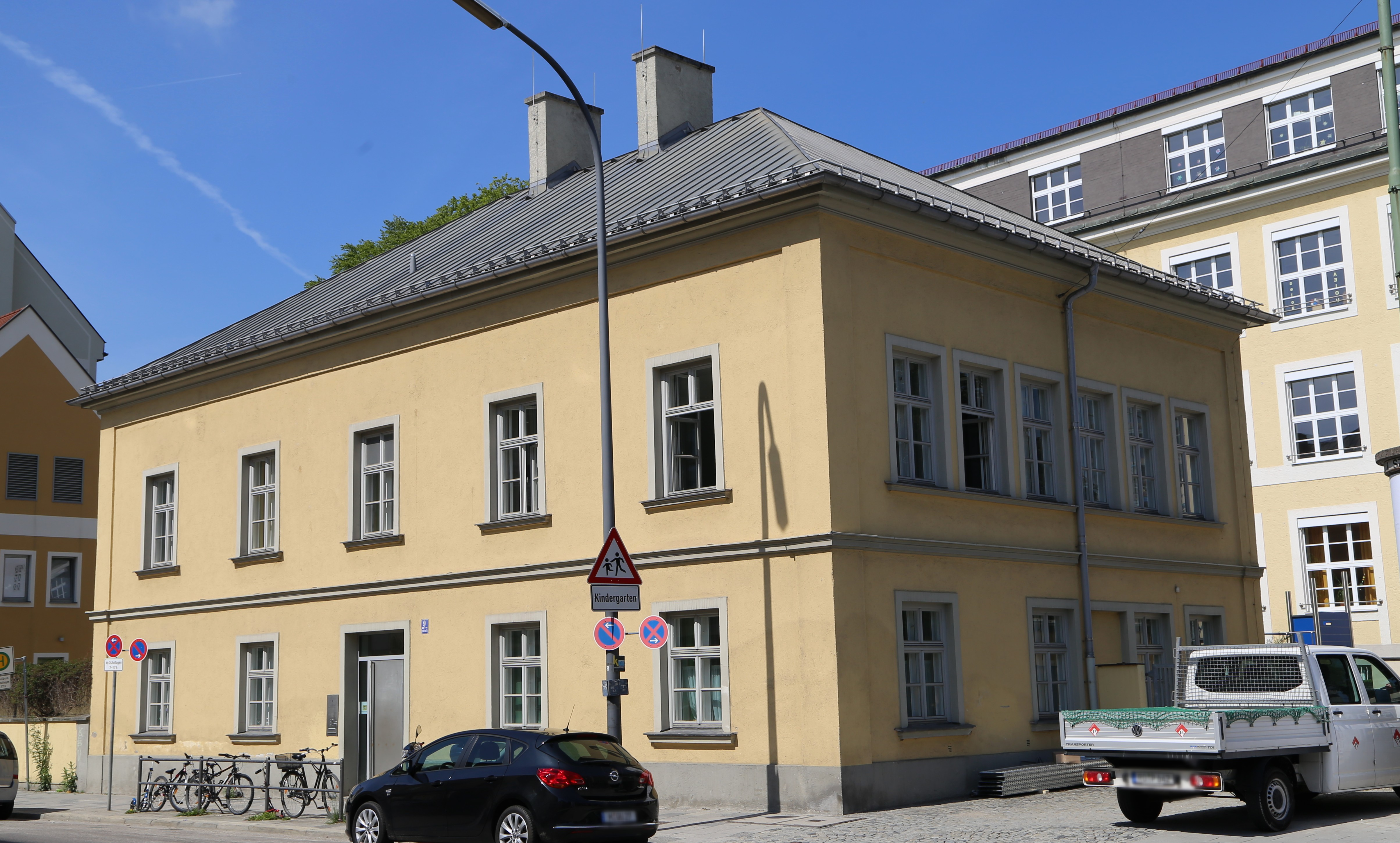
ehemaliges Schulhaus Baumkirchner Straße 9/Ecke Berg-am-Laim-Straße

- Berg-am-Laim-Straße 131/131a: neubarockes Wegkreuz zur Erinnerung an die 1851 abgebrochene Maria-Loreto-Kapelle, Denkmalliste D-1-62-000-709
- Baumkirchner Straße 9: Eckhaus zur Berg-am-Laim-Straße, Ehemaliges Schulhaus, zweigeschossiger Putzbau mit Walmdach und Gurtgesims, spätklassizistisch, 1870, Denkmalliste D-1-62-000-609

In der Nähe:
- Grundler-Villa, Thomannweg 3 (bis 1977 Berg-am-Laim-Straße 81), Denkmalliste D-1-62-000-708

## Sozialeinrichtungen

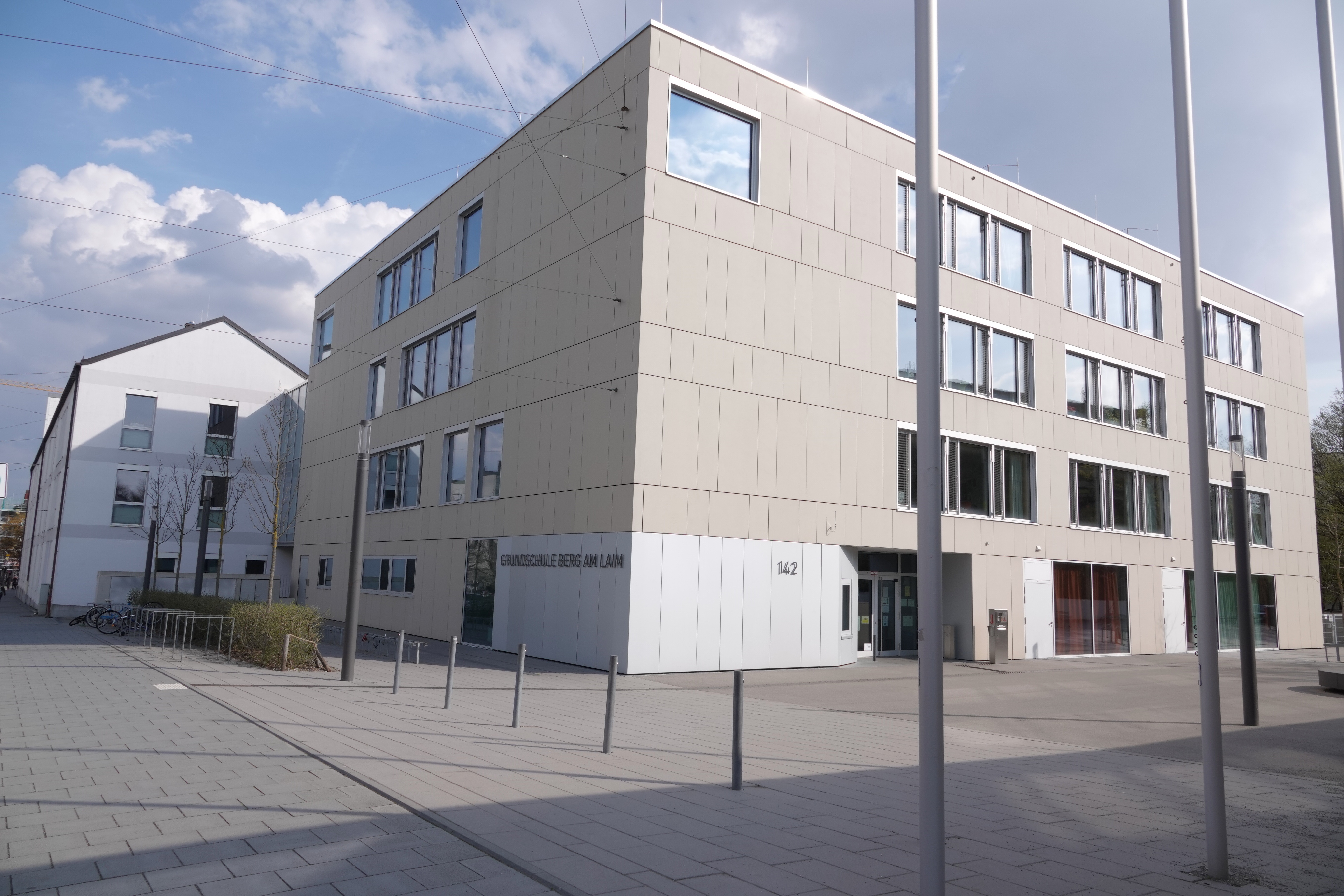
Grundschule

- Grundschule Berg-am-Laim-Straße 142